# The Eternal Daughter
The Eternal Daughter (dt.: „Die ewige Tochter“) ist ein Spielfilm von Joanna Hogg aus dem Jahr 2022. Das Mystery-Drama stellt eine Mutter-Tochter-Beziehung in den Mittelpunkt. Die Hauptrollen übernahmen Tilda Swinton, Joseph Mydell und Carly-Sophia Davies.
Die britisch-amerikanische Koproduktion wurde am 6. September 2022 bei den Internationalen Filmfestspielen von Venedig uraufgeführt. Ein regulärer Kinostart in den USA erfolgte am 2. Dezember 2022. In Deutschland erschien sie am 31. August 2023 beim Streamingdienst Paramount+.

## Handlung
Der Film stellt die Filmemacherin Julie und ihre ältere Mutter in den Mittelpunkt. Beide müssen sich längst vergessenen Geheimnissen stellen, als sie einen ehemaligen Landsitz besuchen. Aus dem einst prachtvolle Herrenhaus, das im Besitz ihrer Familie war, ist ein leerstehendes Hotel geworden. Am Anfang scheint alles schief zu laufen – die Rezeptionistin weigert sich, den Frauen trotz Leerstand ein ordentliches Zimmer zuzuweisen. Julie und ihre Mutter erhalten ein Zimmer mit schäbigem Ausblick. In der Nacht wird ihr Schlaf von Geräuschen gestört. Julie, die einen Film über ihre Mutter drehen wollte, verbringt trotz der Störungen eine angenehme gemeinsame Zeit mit ihr. Wiederholt widmen sich die beiden Frauen der täglichen Routine wie Arbeit, Abendessen, Hundespaziergängen und Schlaf.

## Entstehungsgeschichte
The Eternal Daughter ist der sechste Kinofilm von Joanna Hogg, für das sie auch das Drehbuch verfasste. Die Vorarbeiten am Skript reichen bis ins Jahr 2008 zurück. Hogg hatte einen Film im Sinn, der etwas von der Beziehung zu ihrer Mutter festhielt. Diese wuchs während des Zweiten Weltkriegs auf und stammt aus einer Frauengeneration, die ihre Gefühle lieber für sich behielt. Frauen wie ihre Mutter hätten Verluste erlebt, aber nicht gewusst, wie sie die Trauer verarbeiten sollten. Manchmal hätten solche Frauen voller Reue und Schuld gelebt, so Hogg. Eigenen Angaben zufolge, hinderte Hoggs eigene Schuld, die „natürlich“ mit ihrer Mutter verbunden war, daran, das Drehbuch fertigzustellen. Im Jahr 2020 fand die Filmemacherin einen neuen Zugang zum Stoff, als sie die Geschichte in einem unheimlichen Hotel ansiedelte. Hogg fasste dies als „eine Erkenntnis“ zusammen, „dass das Geisterhafte und das Persönliche und tief Empfundene miteinander verflochten sein könnten“.

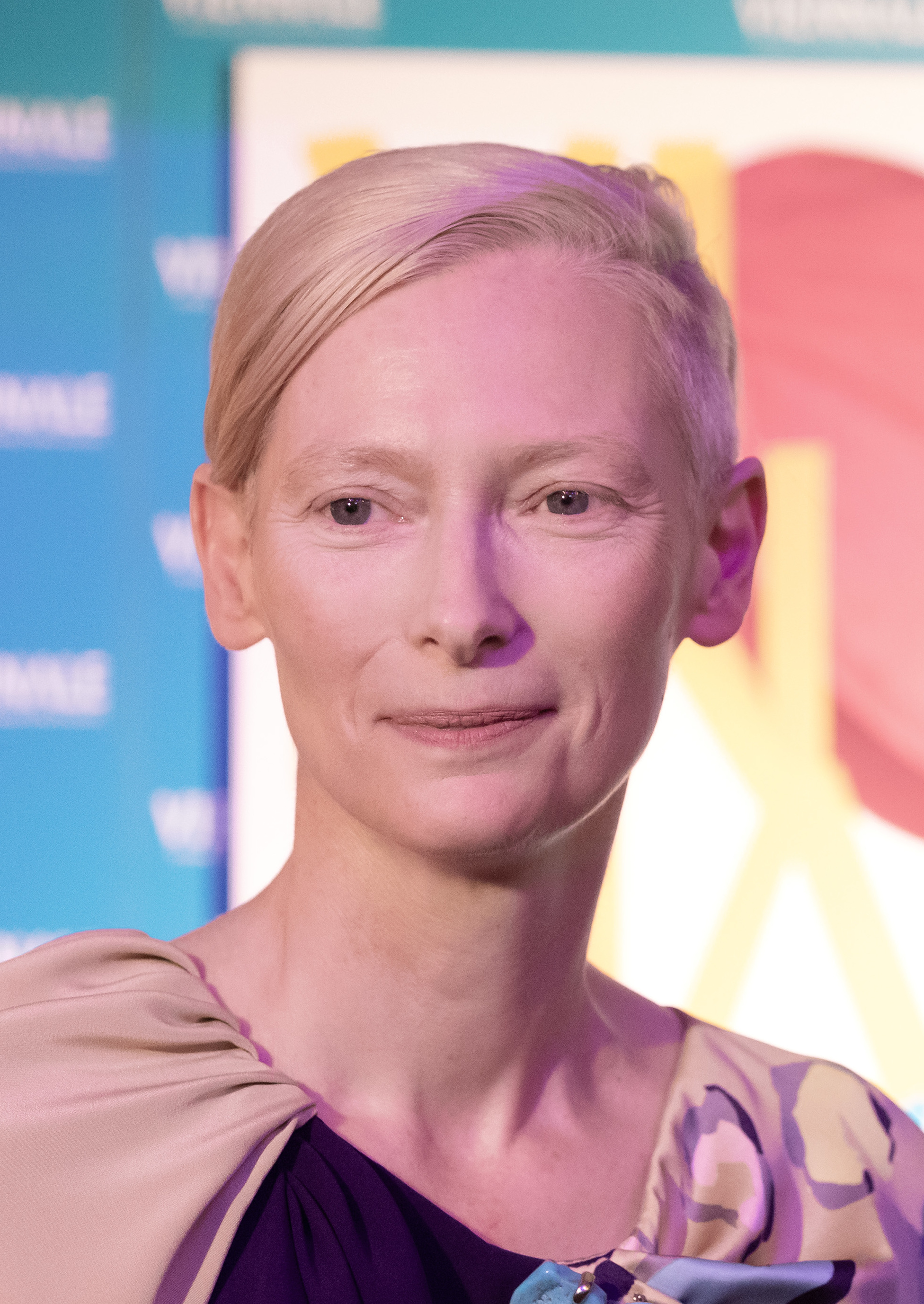
Hauptdarstellerin Tilda Swinton (2018)

Nach The Souvenir (2019) und The Souvenir: Part II (2021) arbeitete die britische Regisseurin erneut mit der Schauspielerin Tilda Swinton zusammen. Sie übernahm eine Doppelrolle und spielt sowohl die Filmemacherin Julie, als auch deren Mutter. Die Dreharbeiten fanden unter äußerster Geheimhaltung in Wales statt. Aufgrund der COVID-19-Pandemie herrschte zum damaligen Zeitpunkt ein Lockdown. Die Dreharbeiten wurden im Dezember 2020 beendet.
Der Film wurde von den Gesellschaften Element Pictures und JWH Films produziert. Unterstützt wurde das Projekt durch BBC Film. Als Executive Producer war der US-amerikanische Filmemacher Martin Scorsese beteiligt.

## Veröffentlichung und Rezeption
The Eternal Daughter wurde am 6. September 2022 beim Filmfestival von Venedig uraufgeführt. Weitere Präsentationen sind bei den Filmfestivals von Filmfestival von Toronto (September) und New York (September/Oktober) geplant. Ebenfalls im Jahr 2022 ist ein regulärer Kinostart in den USA geplant. Die US-amerikanische Produktionsgesellschaft A24 sicherte sich die weltweiten Verwertungsrechte.
Von den bei Rotten Tomatoes nach der Premiere aufgeführten mehr als ein halbes Dutzend Kritiken sind 90 Prozent positiv („fresh“). Auf der Website Metacritic erhielt The Eternal Daughter eine Bewertung von 90 Prozent, basierend auf weniger als ein halbes Dutzend ausgewerteten englischsprachigen Kritiken. Dies entspricht einhelligem Beifall („universal acclaim“). Auch belegte der Film nach allen gezeigten 23 Wettbewerbsbeiträgen in Venedig im internationalen Kritikenspiegel der Venezia News einen Platz im hinteren Feld (2,68 von 5 möglichen Sternen), während der iranische Beitrag No Bears (4,14) das Ranking anführte.

## Auszeichnungen
Mit The Eternal Daughter konkurriert Joanna Hogg zum ersten Mal um den Goldenen Löwen, den Hauptpreis des Filmfestivals von Venedig.